# Feldhockey-Europameisterschaft der Herren 1974
Die Feldhockey-Europameisterschaft der Herren 1974 war die zweite Ausgabe der Feldhockey-Europameisterschaft der Herren. Sie fand vom 2. bis 12. Mai in Madrid statt. Der Titelverteidiger Deutschland musste sich dem Gastgeber Spanien im Finale mit 1:0 geschlagen geben.
Es nahmen 18 Mannschaften teil, die zunächst in zwei Vierer- und zwei Fünfergruppen spielten.

## Vorrunde

### Gruppe A
| Datum             | Team 1      | Team 2           | Ergebnis    |
| ----------------- | ----------- | ---------------- | ----------- |
| 2. Mai 1974 12:30 | Deutschland | Schweiz          | 6 : 1 (3:0) |
| 2. Mai 1974 18:30 | Schottland  | Dänemark         | 5 : 0       |
| 3. Mai 1974 12:30 | Schottland  | Tschechoslowakei | 3 : 1       |
| 3. Mai 1974 18:30 | Dänemark    | Schweiz          | 2 : 1       |
| 4. Mai 1974 14:30 | Deutschland | Dänemark         | 4 : 0       |
| 4. Mai 1974 17:30 | Schweiz     | Tschechoslowakei | 0 : 1       |
| 5. Mai 1974 18:30 | Deutschland | Tschechoslowakei | 6 : 0       |
| 5. Mai 1974 18:30 | Schweiz     | Schottland       | 0 : 3       |
| 6. Mai 1974 15:30 | Deutschland | Schottland       | 6 : 0       |
| 6. Mai 1974 15:30 | Dänemark    | Tschechoslowakei | 0 : 0       |

Tabelle
| Rang | Land             | Spiele | Tore | Differenz | Punkte |
| ---- | ---------------- | ------ | ---- | --------- | ------ |
| 1    | Deutschland      | 4      | 22:1 | +21       | 8:0    |
| 2    | Schottland       | 4      | 11:7 | +4        | 6:2    |
| 3    | Dänemark         | 4      | 2:10 | −8        | 3:5    |
| 4    | Tschechoslowakei | 4      | 2:9  | −7        | 2:6    |
| 5    | Schweiz          | 4      | 2:12 | −10       | 0:8    |

Legende: qualifiziert für das Viertelfinale, qualifiziert für die Spiele um die Plätze 9–16, qualifiziert für die Spiele um die Plätze 17–18

### Gruppe B
| Datum             | Team 1      | Team 2   | Ergebnis |
| ----------------- | ----------- | -------- | -------- |
| 2. Mai 1974 15:30 | Niederlande | Portugal | 6 : 0    |
| 3. Mai 1974 18:30 | Niederlande | Irland   | 2 : 0    |
| 3. Mai 1974 18:30 | Polen       | Portugal | 4 : 0    |
| 5. Mai 1974 12:30 | Irland      | Portugal | 3 : 0    |
| 5. Mai 1974 15:30 | Niederlande | Polen    | 4 : 2    |
| 6. Mai 1974 18:30 | Irland      | Polen    | 0 : 2    |

Tabelle
| Rang | Land        | Spiele | Tore | Differenz | Punkte |
| ---- | ----------- | ------ | ---- | --------- | ------ |
| 1    | Niederlande | 3      | 12:2 | +10       | 6:0    |
| 2    | Polen       | 3      | 8:4  | +4        | 4:2    |
| 3    | Irland      | 3      | 3:4  | −1        | 2:4    |
| 4    | Portugal    | 3      | 0:13 | −13       | 0:6    |

Legende: qualifiziert für das Viertelfinale, qualifiziert für die Spiele um die Plätze 9–16

### Gruppe C
| Datum             | Team 1     | Team 2     | Ergebnis |
| ----------------- | ---------- | ---------- | -------- |
| 2. Mai 1974 15:30 | Italien    | Frankreich | 0 : 2    |
| 2. Mai 1974 18:30 | Finnland   | England    | 0 : 2    |
| 3. Mai 1974 12:30 | Österreich | Frankreich | 1 : 5    |
| 3. Mai 1974 15:30 | Finnland   | Italien    | 0 : 1    |
| 4. Mai 1974 14:30 | Finnland   | Österreich | 0 : 4    |
| 4. Mai 1974 17:30 | England    | Italien    | 4 : 0    |
| 5. Mai 1974 12:30 | Frankreich | Finnland   | 5 : 0    |
| 5. Mai 1974 15:30 | Österreich | England    | 0 : 1    |
| 6. Mai 1974 15:30 | Frankreich | England    | 0 : 2    |
| 6. Mai 1974 18:30 | Österreich | Italien    | 0 : 2    |

Tabelle
| Rang | Land       | Spiele | Tore | Differenz | Punkte |
| ---- | ---------- | ------ | ---- | --------- | ------ |
| 1    | England    | 4      | 9:0  | +9        | 8:0    |
| 2    | Frankreich | 4      | 12:3 | +9        | 6:2    |
| 3    | Italien    | 4      | 3:6  | +3        | 4:4    |
| 4    | Österreich | 4      | 5:8  | −3        | 2:6    |
| 5    | Finnland   | 4      | 0:12 | −12       | 0:8    |

Legende: qualifiziert für das Viertelfinale, qualifiziert für die Spiele um die Plätze 9–16, qualifiziert für die Spiele um die Plätze 17–19

### Gruppe D
| Datum             | Team 1  | Team 2      | Ergebnis    |
| ----------------- | ------- | ----------- | ----------- |
| 2. Mai 1974 12:30 | Spanien | Jugoslawien | 6 : 0 (4:0) |
| 2. Mai 1974 18:30 | Belgien | Wales       | 1 : 3       |
| 3. Mai 1974 15:30 | Wales   | Jugoslawien | 1 : 0       |
| 4. Mai 1974 17:30 | Belgien | Spanien     | 0 : 2       |
| 5. Mai 1974 15:30 | Belgien | Jugoslawien | 1 : 1       |
| 5. Mai 1974 18:30 | Spanien | Wales       | 0 : 0       |

Tabelle
| Rang | Land        | Spiele | Tore | Differenz | Punkte |
| ---- | ----------- | ------ | ---- | --------- | ------ |
| 1    | Spanien     | 3      | 8:0  | +7        | 5:1    |
| 2    | Wales       | 3      | 4:1  | +3        | 5:1    |
| 3    | Belgien     | 3      | 2:6  | −3        | 1:5    |
| 4    | Jugoslawien | 3      | 1:8  | −7        | 1:5    |

Legende: qualifiziert für das Viertelfinale, qualifiziert für die Spiele um die Plätze 9–16

## Platzierungsspiele

### Spiel um Platz 17
| Datum             | Team 1  | Team 2   | Ergebnis |
| ----------------- | ------- | -------- | -------- |
| 8. Mai 1974 12:00 | Schweiz | Finnland | 2 : 1    |

### Spiele um die Plätze 9–16
| Datum             | Team 1           | Team 2     | Ergebnis    |
| ----------------- | ---------------- | ---------- | ----------- |
| 8. Mai 1974 12:00 | Jugoslawien      | Italien    | 1 : 2       |
| 8. Mai 1974 15:30 | Tschechoslowakei | Portugal   | 2 : 1       |
| 8. Mai 1974 15:30 | Irland           | Dänemark   | 1 : 0       |
| 8. Mai 1974 18:30 | Belgien          | Österreich | 3 : 2 n. V. |

#### Spiele um die Plätze 13–16
| Datum              | Team 1      | Team 2     | Ergebnis |
| ------------------ | ----------- | ---------- | -------- |
| 10. Mai 1974 12:00 | Jugoslawien | Portugal   | 4 : 0    |
| 10. Mai 1974 12:00 | Dänemark    | Österreich | 1 : 0    |

##### Spiel um Platz 15
| Datum              | Team 1   | Team 2     | Ergebnis |
| ------------------ | -------- | ---------- | -------- |
| 11. Mai 1974 15:30 | Portugal | Österreich | 0 : 3    |

##### Spiel um Platz 13
| Datum              | Team 1      | Team 2   | Ergebnis |
| ------------------ | ----------- | -------- | -------- |
| 11. Mai 1974 15:30 | Jugoslawien | Dänemark | 3 : 0    |

#### Spiele um die Plätze 9–12
| Datum              | Team 1           | Team 2  | Ergebnis    |
| ------------------ | ---------------- | ------- | ----------- |
| 10. Mai 1974 15:30 | Irland           | Belgien | 0 : 1 n. V. |
| 10. Mai 1974 17:30 | Tschechoslowakei | Italien | 2 : 0       |

##### Spiel um Platz 11
| Datum              | Team 1  | Team 2 | Ergebnis |
| ------------------ | ------- | ------ | -------- |
| 11. Mai 1974 15:30 | Italien | Irland | 0 : 1    |

##### Spiel um Platz 9
| Datum              | Team 1  | Team 2           | Ergebnis |
| ------------------ | ------- | ---------------- | -------- |
| 11. Mai 1974 12:00 | Belgien | Tschechoslowakei | 1 : 2    |

### Viertelfinale
| Datum             | Team 1      | Team 2     | Ergebnis               |
| ----------------- | ----------- | ---------- | ---------------------- |
| 8. Mai 1974 12:00 | England     | Wales      | 2 : 1 n. V. (1:1, 1:0) |
| 8. Mai 1974 15:30 | Deutschland | Polen      | 5 : 1                  |
| 8. Mai 1974 18:30 | Frankreich  | Spanien    | 1 : 2                  |
| 8. Mai 1974 18:30 | Niederlande | Schottland | 6 : 0                  |

### Spiele um die Plätze 5–8
| Datum              | Team 1     | Team 2     | Ergebnis    |
| ------------------ | ---------- | ---------- | ----------- |
| 10. Mai 1974 15:30 | Schottland | Frankreich | 1 : 2       |
| 10. Mai 1974 17:30 | Wales      | Polen      | 3 : 4 n. V. |

#### Spiel um Platz 7
| Datum              | Team 1     | Team 2 | Ergebnis |
| ------------------ | ---------- | ------ | -------- |
| 11. Mai 1974 12:00 | Schottland | Wales  | 1 : 0    |

#### Spiel um Platz 5
| Datum              | Team 1     | Team 2 | Ergebnis |
| ------------------ | ---------- | ------ | -------- |
| 11. Mai 1974 12:00 | Frankreich | Polen  | 1 : 2    |

### Halbfinale
| Datum              | Team 1      | Team 2      | Ergebnis |
| ------------------ | ----------- | ----------- | -------- |
| 10. Mai 1974 16:30 | Spanien     | Niederlande | 1 : 0    |
| 10. Mai 1974 18:30 | Deutschland | England     | 5 : 0    |

### Spiel um Platz 3
| Datum              | Team 1      | Team 2  | Ergebnis |
| ------------------ | ----------- | ------- | -------- |
| 11. Mai 1974 15:30 | Niederlande | England | 4 : 1    |

## Finale
| Datum              | Team 1      | Team 2  | Ergebnis |
| ------------------ | ----------- | ------- | -------- |
| 11. Mai 1974 18:30 | Deutschland | Spanien | 0 : 1    |

## Abschlussplatzierungen
| Pl. | Team             |
| --- | ---------------- |
|     | Spanien          |
|     | BR Deutschland   |
|     | Niederlande      |
| 4   | England          |
| 5   | Polen            |
| 6   | Frankreich       |
| 7   | Schottland       |
| 8   | Wales            |
| 9   | Tschechoslowakei |
| 10  | Belgien          |
| 11  | Irland           |
| 12  | Italien          |
| 13  | Jugoslawien      |
| 14  | Dänemark         |
| 15  | Österreich       |
| 16  | Portugal         |
| 17  | Schweiz          |
| 18  | Finnland         |

## Europameister
Alberto Carreras, José Borrell, Ricardo Cabot, Francisco Fábregas, Francisco Segura, Augustin Massana, Juan Arbós, Juan Colomer, Juan Amat, Agustin Churruca, Jaime Arbós, Jorge Fábregas, José Salles, Francisco Amat, Luis Twose, Ramon Quintana